# Blues in the Night
Blues in the Night è un album del pianista statunitense Sonny Clark, pubblicato dalla Blue Note Records.
Tutti i brani del disco furono registrati al Rudy Van Gelder Studio di Hackensack nel New Jersey (Stati Uniti), l'album invece fu pubblicato solo nel 1979.

## Tracce
Lato A
1. Can't We Be Friends? – 4:20 (Paul James, Kay Swift) – Registrato il 7 dicembre 1958
2. I Cover the Waterfront – 4:41 (Johnny Green, Edward Heyman) – Registrato il 7 dicembre 1958
3. Somebody Loves Me – 4:18 (Buddy DeSylva, George Gershwin, Ballard MacDonald) – Registrato il 7 dicembre 1958
4. Blues in the Night – 7:15 (Harold Arlen, Johnny Mercer) – Registrato il 7 dicembre 1958

Lato B
1. Blues in the Night – 5:59 (Harold Arlen, Johnny Mercer) – Alternate take, registrato il 7 dicembre 1958
2. All of You – 3:54 (Cole Porter) – Registrato il 7 dicembre 1958
3. Dancing in the Dark – 3:32 (Howard Dietz, Arthur Schwartz) – Registrato il 7 dicembre 1958
4. Gee Baby, Ain't I Good to You – Alternate take, registrato il 16 novembre 1958

## Musicisti
Sonny Clark Trio
Brani A1, A2, A3, A4, B1, B2 & B3
- Sonny Clark - pianoforte
- Paul Chambers - contrabbasso
- Wes Landers - batteria

Sonny Clark Trio
Brano B4
- Sonny Clark - pianoforte
- Jymie Merritt - contrabbasso
- Wes Landers - batteria